# National Institute for Health and Care Excellence
El National Institute for Health and Care Excellence (NICE, que es traduiria per Institut Nacional per a la Salut i l'Excel·lència Assistencial) és un organisme públic executiu lligat al Departament de Salut a Anglaterra, que publica directrius en quatre àrees:
- l'ús de tecnologies sanitàries al Servei Nacional de Salut (Anglaterra) i el de Gal·les (com ara l'ús de medicaments, tractaments i procediments nous i existents)
- pràctica clínica (orientació sobre el tractament i atenció adequats per a persones amb malalties i afeccions específiques)
- orientació per als treballadors del sector públic sobre promoció de la salut i prevenció de la salut
- orientació per als serveis i usuaris d'atenció social.

Aquestes avaluacions es basen principalment en avaluacions basades en evidències d'eficàcia, seguretat i rendibilitat en diverses circumstàncies.